# Nazionale femminile under 20 di calcio del Canada
La nazionale Under-20 di calcio femminile del Canada è la rappresentativa calcistica femminile internazionale del Canada formata da giocatrici al di sotto dei 20 anni, gestita dalla Federazione calcistica del Canada (Canadian Soccer Association - CSA).
Come membro della Confederation of North, Central America and Caribbean Association Football (CONCACAF) partecipa al campionato nordamericano di categoria e al campionato mondiale FIFA Under-20.
Con il suo secondo posto conquistato nell'edizione di Canada 2002, il primo mondiale FIFA riservato in quell'occasione a formazioni Under-19, al quale si aggiungono le due vittorie nel campionato confederale, nelle edizioni di Canada 2004 (Under-19) e Messico 2008, e tre secondi posti, in quelle di Messico 2006, Panama 2012 e Honduras 2015, è, al 2017, posizionata al quinto posto nella classifica mondiale e al secondo in quella CONCACAF.

## Campionato mondiale Under-20
- 2002: Secondo posto  (torneo Under-19)
- 2004: Quarti di finale (torneo Under-19)
- 2006: Primo turno
- 2008: Primo turno
- 2010: Non qualificata
- 2012: Primo turno
- 2014: Quarti di finale
- 2016: Primo turno
- 2018: Non qualificata
- 2022: Primo turno
- 2024: Ottavi di finale

## Campionato nordamericano Under-20
- 2002: Non qualificata (torneo Under-19)
- 2004: Campione  (torneo Under-19)
- 2006: Secondo posto
- 2008: Campione
- 2010: Quarto posto
- 2012: Secondo posto
- 2014: Non qualificata
- 2015: Secondo posto
- 2018: Quarto posto
- 2020: Quarti di finale
- 2022: Terzo posto